# Gösch (Flaggenkunde)

Die Gösch einer Flagge – schwarz markiert

Als Gösch (englisch canton) bezeichnet man das mast- bzw. liekseitige Obereck einer Flagge. In der Darstellung wirkt sie oft wie eine „Flagge in der Flagge“. So ist der Union Jack in Nationalflaggen angelsächsischer Länder häufig als Gösch zu sehen (beispielsweise Australien, Neuseeland) oder auch in der aktuellen britischen Handelsflagge, dem Red Ensign.

## Beispiele

Flagge Griechenlands
Flagge der Falklandinseln
Flagge Samoas
Flagge Tongas
Flagge Uruguays
Flagge der Vereinigten Staaten
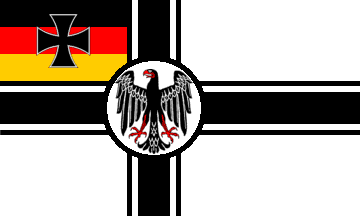
Reichsmarine 1919 (Entwurf)
Flagge der namibischen Polizei